# Пригоди чорного кота Лапченка, описані ним самим
Пригоди чорного кота Лапченка, описані ним самим — пригодницька повість для дітей, яку написав український письменник Іван Багмут у 1964 році.

## Сюжет
Якось під час зустрічі зі своїми читачами І. Багмут пообіцяв їм, що напише жартівливу книжку. І дотримав свого слова, створивши жартівливу повість «Пригоди чорного кота Лапченка, описані ним самим».  Оповідь ведеться від імені чорного кота Лапченка, котрий взявся за перо для того, щоб викласти автобіографію. У передмові він розповідає, яким чином навчився писати, та вказує причини свого заняття: кіт прагне описати як позитивні риси, так і недоліки людей, які були його господарями та є важливими для нього людьми. Повість містить 28 розділів, кожен з яких описує пригоди Лапченка та зміну його господарів, набуття головним героєм життєвого досвіду та нових знань. Сюжет розгортається у формі роздумів мудрого кота на тему совісті, сенсу життя, також він оцінює інших та дає їм поради. І. Багмут через зображення кота створює цікавий образ молодої людини, яка шукає себе в цьому світі.

## Герої
Кіт Лапченко – оповідач, головний герой повісті.
Тимчасові господарі Лапченка та люди й тварини, що траплялися в його житті:
- Диригент хорової капели та його дружина.
- Письменник – другий та останній господар кота, його дружина.
- Учителька середньої школи, піонери.
- Учень Сергій та його мати.
- Стара кішка – товаришка Лапченка по нещастю у ветінституті.
- Сидір Петрович – Петренко (Хома Пуголовиця) – неприємний тип; колега професора; злодій, що хоче вкрасти рибу.
- Іван Іванович Нехтяга –  професор іхтіології та його дружина Олександра Олександрівна.
- Лаборантка Аделаїда Семенівна Рабурденко – втягнута в злочин з викраденням риби; пізніше стала другом Лапченка.
- Костянтин Іванович – директор рибного господарства, його дочка Лена та дружина Катерина Остапівна.
- Молодий сірий та старий рябий коти – місцеве населення дахів ветінституту.
- Федір Тарасович – колега професора, директора і Петровича; рибалив з ними.
- Ракша – спільник Пуголовиці.
- Аудиторія з котів на лекції, проведеній Лапченком; старий кіт-забіяка Ничипір; кошеня-стиляга Едуард та його мама-кішка.
- Веремієнко – молодий шофер, що водив живорибну цистерну, теж втягнутий у злочин з рибою.
- Сіренький (Грей)  – товариш Лапченка, допомагає йому розкрити справу та спіймати злочинців.

- Міліціонери, капітан Білокінь.

## Проблематика
З кінця 1950-х І. Багмут через казку, фантазію, застосовуючи метафору, гумор тощо, намагається говорити з дітьми про вічні категорії, про загальнолюдські проблеми.  Іван Багмут у повісті «Пригоди чорного кота Лапченка, описані ним самим» використовує прийом алегорії та захоплює читача головним персонажем-котом, який вміє говорити й думати. Одночасно автор викриває людські вади: несправедливість людей, їхнє жорстоке поводження з тваринами, лицемірство та брехню. Гостро ставиться у творі питання дружби, важливості себе, визнання у середовищі однодумців (Лапченка у середовищі інших котів).
У роздумах кота наведена головна думка твору: «Я вірю в людину, і кожен вчинок, принижуючий її, глибоко засмучує мене». Цитата є афоризмом, над яким варто замислитися кожній людині. Дивує тільки те, що кіт, помічаючи чисельні вади старших братів, продовжує вірити в людство («Можна вірити у людину. Потрібно вірити у людину!»). 
Лапченко зазначає, що люди, які займають високі посади в суспільстві, нерідко не помічають інших, роблять неприємні вчинки, не бачачи своїх недоліків. Книга вчить бути кращими й вірити у добрі справи («Людини з великої літери та людина з малої літери…»). Лапченко розуміє, яке важливе місце займає самокритика у вдосконалені людини, адже саме завдяки їй людина стає кращою. У творі підіймаються проблеми, актуальні як для минулого (пропаганда атеїзму Лапченком на його лекціях, критика низькопоклонства перед Заходом в образі кота Сіренького (Грея), роздуми Лапченка про шкоду алкоголізму - образи ідеальної радянської людини, яка підтримує антиалкогольну кампанію), так і сучасного суспільства (місце совісті в житті людини, вплив зовнішності на сприйняття оточенням, здатність до самокритики, невдячність інших).